# 苏堤路站
苏堤路站是徐州地铁1号线的地铁站，位于中华人民共和国江苏省徐州市泉山区淮海西路与苏堤北路交叉口，于2019年9月28日开通。

## 车站结构
苏堤路站沿淮海西路东西设置，为地下二层岛式站台车站，车站长248.8米，标准段宽19.7米，车站地下一层为站厅层，地下二层为站台层，站台设置全高站台门。
| 地面              | 出入口 | 1、3、5出入口                                                                                                 |
| 地下一层          | 站厅   | 客服中心、自动售票机、验票机                                                                                  |
| 地下二层          | 站台   | \| \| \| █ 1号线往路窝（人民广场） \| \| 島式 · 開左邊车门 \| \| \| \| \| \| █ 1号线往徐州东站（徐医附院） \| |
|                   |        | █ 1号线往路窝（人民广场）                                                                                     |
| 島式 · 開左邊车门 |        | |
|                   |        | █ 1号线往徐州东站（徐医附院）                                                                                 |

## 车站出口
苏堤路站目前开放3个出入口，各出口及周围设施如下所示：
| 出口编号            | 照片 | 出口指示         | 建议前往的目的地           |
| ------------------- | ---- | ---------------- | -------------------------- |
| 1 · 出口            |      | 淮海西路（南侧） | 徐州市交通运输局，万宁华府 |
| 3 · 出口            |      | 淮海西路（北侧） | 联通大厦，徐州市口腔医院   |
| 5 · 出口 · （设有） |      | 苏堤北路（西侧） | 徐矿大厦，徐州市儿童医院   |
| 图例： 设有         |      |                  |                            |

## 接驳交通

### 公交车
- 工人医院市口腔医院：1路、1路区间、13路、13路附、35路、37路、57路、65路、616路
- 儿童医院：13路、37路、67路、601路

## 车站历史
车站建设时期工程名为苏堤北路站，开通前确定以苏堤路站作为车站正式名称。
- 2017年4月27日，车站主体结构封顶[2]。
- 2019年9月28日，车站随1号线一期通车开通[1]。